# Мансуровский сельсовет (Курская область)
Мансуровский сельсовет — муниципальное образование со статусом сельского поселения в Советском районе Курской области Российской Федерации.
Административный центр — село Мансурово.

## История
Статус и границы сельсовета установлены Законом Курской области от 21 октября 2004 года № 48-ЗКО «О муниципальных образованиях Курской области».
Законом Курской области от 26 апреля 2010 года № 26-ЗКО в состав сельсовета включены населённые пункты упразднённого Крестищенского сельсовета.
На окраине села Мансурово располагается спортивно-развлекательный комплекс, огороженный огромным забором с камерами видеонаблюдения. В марте 2017 года Фонд борьбы с коррупцией опубликовал расследование, согласно которому комплекс фактически является усадьбой Дмитрия Медведева, которой он владеет через фиктивных посредников. На территории, в частности, располагаются дом площадью около полутора тысяч квадратных метров, гостевой дом, две вертолетные площадки и филиалы ЗАО 
ЗАО «Агрокомплекс «Мансурово», «Агроферма», «Мансурово - Агро», «Мансуровский».

## Население
| 2002 | 2010  | 2012 | 2013 | 2014 | 2015 | 2016 |
| ---- | ----- | ---- | ---- | ---- | ---- | ---- |
| 774  | ↗1025 | ↘989 | ↘957 | ↘914 | ↘890 | ↘872 |
| 2017 | 2018  | 2019 | 2020 | 2021 |      |      |
| ↘845 | ↘841  | ↘818 | ↘798 | ↗873 |      |      |

## Состав сельского поселения
| №  | Населённый пункт | Тип населённого пункта       | Население |
| -- | ---------------- | ---------------------------- | --------- |
| 1  | Бородаевка       | деревня                      | ↘155      |
| 2  | Екатериновка     | деревня                      | ↘17       |
| 3  | Емельяновка      | село                         | ↘26       |
| 4  | Крестище         | село                         | ↘293      |
| 5  | Кшень            | село                         | ↘105      |
| 6  | Мансурово        | село, административный центр | ↘154      |
| 7  | Николаево        | деревня                      | ↘15       |
| 8  | Панское          | деревня                      | ↘63       |
| 9  | Пожидаевка       | деревня                      | ↘89       |
| 10 | Раково           | деревня                      | ↘49       |
| 11 | Усть-Крестище    | деревня                      | ↘15       |
| 12 | Шевченко         | хутор                        | ↘44       |

## Известные уроженцы
- Булгаков, Василий Иванович (1910—1994) — советский военачальник, генерал-лейтенант. Родился в селе Крестище.